# Сапега, Богдан Семёнович
Богда́н Семёнович Сапе́га (до 1450 — после 1512) — государственный деятель Великого княжества Литовского. Писарь великого князя Казимира IV в 1471—1488 годах, наместник и державца мценский и любецкий в 1494—1500, окольничий смоленский, наместник высокодводский в 1503—1512. Основатель черейско-ружанской ветви рода Сапег.

## Биография
Старший сын писаря Казимира IV Семёна Сопиги. В 1475 году женился на княжне Федоре Друцкой-Соколинской (ум. 1519/1522), в результате чего получил во владение имения Черею, Белую (ныне Лепель), Тухачево, Лемницу, Сарью, Грезань, а также право опеки над Черейским монастырём с деревней Клубиничи. За время правления Казимира IV Богдан купил 11 имений на Витебщине, создав тем самым основу латифундии Сапег. В результате обмена с братом Иваном приобрёл также Ельню.
В 1504 и 1507 годах участвовал в посольствах в Москву, где в 1507—1508 годах был пленён как заложник за семью Михаила Глинского.

## Дети
- Иван Сапега (ок. 1480 — 1546), маршалок господарский и воевода витебский
- Януш Сапега (ум. 1529/1531), дворянин господарский
- Фёдор Сапега (ум. до 1534), дворянин господарский
- Богдана Сапега, 1-й муж — князь Роман Друцкий-Любецкий, 2-й муж — маршалок господарский Ян Статкевич
- Анна Сапега, 1-й муж — конюший дворский Якуб Кунцевич, 2-й муж — Олехно Скорута